# Černozjom
Černozjom (iz rusko: чернозём, latinizirano: chernozyom, IPA: [tɕɪrnɐˈzʲɵm]; 'črna zemlja'), imenovana tudi črna prst, regur prst ali črna bombažna prst, je črna prst, ki vsebuje visoko odstotek humusa (4 % do 16 %) ter visok odstotek fosforja in amonijevih spojin. Černozem je zelo rodovitna prst in lahko s svojo visoko sposobnostjo shranjevanja vlage daje visoke kmetijske pridelke.[a] Černozjom je referenčna skupina tal Svetovne referenčne baze za talne vire (World Reference Base for Soil Resources - WRB).

## Izvor
Na rahlih materialih, bogatih z apnom, naselitev pionirskih rastlin povzroči nastanek tankega, humusnega horizonta (razrahljana tla syrosem). Takoj, ko je ta debela več kot 2 cm, se prst premakne v naslednjo stopnjo razvoja prsti, pararendzino. Iz tega lahko nastanejo različne vrste tal: rjave zemlje, pararjave zemlje ali črnozjome.

## Razširjenost
Ime izvira iz ruskih izrazov za 'črn' in 'prst' ali črno zemljo (čornij + zemlja). Tla, bogata z organsko snovjo črne barve, je prvi odkril ruski geolog Vasilij Dokučajev leta 1883 v stepi z visoko travo ali preriji vzhodne Ukrajine in zahodne Rusije.
Černozjom pokriva približno 230 milijonov hektarjev Zemlje. Na svetu obstajata dva »černozjomska pasova«. En je evrazijska stepa, ki se razteza od vzhodne Hrvaške (Slavonija), vzdolž Donave (severna Srbija, severna Bolgarija (podonavska nižina), južna in vzhodna Romunija (Vlaška nižina in moldavska nižina) in Moldavija, do severovzhodne Ukrajine čez osrednji černozjomski pas srednje in južne Rusije v Sibirijo. Drugi se razteza od kanadskih prerij v Manitobi do velikega juga do Kansasa. Debelina plasti černozjoma se lahko zelo razlikuje, od nekaj centimetrov do 1,5 metra v Ukrajini, kot tudi regijah Red River Valley v severnih Združenih državah in Kanadi (lokacija prazgodovinskega jezera Agassiz).
Teren je v majhnih količinah mogoče najti tudi drugod (na primer na 1 % Poljske, Madžarske in Teksasa). Obstaja tudi na severovzhodu Kitajske, blizu Harbina. Edini pravi černozjom v Avstraliji je okoli mesta Nimmitabel, kjer je nekaj najbogatejših tal na celini.
Prej je v Ukrajini obstajal črni trg za zemljo. Prodaja kmetijskih zemljišč je bila v Ukrajini nezakonita od leta 1992 do 2020, vendar se je z zemljo, prepeljano s tovornjaki, lahko trgovalo zakonito. Po podatkih nevladne organizacije Green Front s sedežem v Harkovu naj bi črni trg nezakonito pridobljenega černozjoma v Ukrajini v letu 2011 dosegel približno 900 milijonov USD na leto.

## Kanadska in ameriška klasifikacija tal
Černozjomske prsti so vrsta tal v kanadskem sistemu klasifikacije tal in Svetovni referenčni bazi za talne vire (WRB).
'Ekvivalenti' černozjomske vrste tal v kanadskem sistemu, WRB in taksonomiji tal Ministrstva za kmetijstvo ZDA:
| Kanada                                                           | WRB                            | ZDA                                             |
| ---------------------------------------------------------------- | ------------------------------ | ----------------------------------------------- |
| Chernozemic                                                      | Kastanozem, černozjom, Faeozem | Mollisol                                        |
| Rjavi černozjom                                                  | Kastanozem (Aridic)            | podskupine Aridic Mollisol (Xerolls in Ustolls) |
| Temno rjav černozjom                                             | Haplic Kastanozem              | Tipične podskupine Mollisol                     |
| Črni černozjom                                                   | Černozjom                      | Podskupine Udic Mollisol                        |
| Temno siv černozjom                                              | Greyzemic Phaeozem             | Podskupine Boralfic Mollisol, Albolls           |
| Vir: Pedosphere.com Arhivirano 14 March 2016 na Wayback Machine. |                                |                                                 |

## Zgodovina
Teorije o izvoru černozjoma:
- 1761: Johan Gottschalk Wallerius (razkroj rastlin)[10]
- 1763: Mikhail Lomonosov (razkroj rastlin in živali)[11]
- 1799: Peter Simon Pallas (trstično močvirje)[navedi vir]
- 1835: Charles Lyell (puhlica)[12]
- 1840: Sir Roderick Murchison (preperina iz jurskih morskih skrilavcev)
- 1850: Karl Eichwald (šota)[navedi vir]
- 1851: А. Petzgold (močvirje)
- 1852: Nikifor Borisyak (šota)[navedi vir]
- 1853: Vangengeim von Qualen (mulj iz severnih močvirij)
- 1862: Rudolf Ludwig (barje na mestu gozdov)[navedi vir]
- 1866: Franz Josef Ruprecht (razpadle stepske trave) [13]
- 1879: Prvi černozjomski dokumenti, prevedeni iz ruščine[14]
- 1883: Vasily Dokuchaev izdal svojo knjigo "Ruski černozjom" s celovito študijo te prsti v evropski Rusiji.[15]
- 1929: Otto Schlüter (umetna izdelava)[16]
- 1999: Michael W. I. Schmidt (neolitsko kurjenje biomase)[17][18]

Kot je razvidno iz zgornjega seznama, so razprave o pedogenezi černozjoma v 19. in 20. stoletju prvotno izhajale iz podnebnih razmer od zgodnjega holocena do približno 5500 pr. n. št. Vendar pa nobena ena sama paleoklimatska rekonstrukcija ne bi mogla natančno razložiti geokemičnih variacij, najdenih v černozjomih po vsej srednji Evropi. Dokazi o antropomorfnem izvoru stabilnega pirogenega ogljika v černozjomu so vodili do izboljšanih teorij o nastanku. Sežiganje vegetacije bi lahko pojasnilo visoko magnetno občutljivost černozjoma, ki je največja med glavnimi vrstami tal. Magnetizem tal se poveča, ko se talna minerala goetit in ferihidrit ob izpostavljenosti toploti pretvorita v maghemit. Temperature, ki zadoščajo za dvig maghemita na pokrajinsko lestvico, kažejo na vpliv ognja. Glede na redkost takšnih naravnih pojavov v sodobnem času je magnetna občutljivost v černozjomu verjetno povezana z nadzorom ognja s strani prvih ljudi.
Humifikacija lahko potemni prst (melanizacija) brez komponente pirogenega ogljika. Glede na simfonijo pedogenih procesov, ki prispevajo k nastanku črnozjoma, izraz černozjom povzema različne tipe črnih tal z enakim videzom, a različno zgodovino nastanka.